# Lluís Domènech i Montaner
Lluís Domènech i Montaner (Barcelona, 30 de diciembre de 1849-Barcelona, 27 de diciembre de 1923) fue un arquitecto español, que destacó por sus obras edificadas en el estilo modernista catalán. También dedicó gran parte de su vida a la política.

## Biografía
Nació en Barcelona y en su juventud ya puso de manifiesto su interés por la arquitectura. Estudió la carrera de arquitectura y ocupó más adelante una cátedra en el Colegio de Arquitectura de Barcelona. Desde este cargo ejerció una influencia considerable acerca de cómo debía ser el modernismo en Cataluña. Como arquitecto Domènech realizó edificios en los que se combina una racionalidad estructural con elementos ornamentales extraordinarios, inspirados en las corrientes arquitectónicas hispano-árabes y en las líneas curvas propias del modernismo. En el actual Museo de Zoología, construido originalmente como restaurante (Castillo de los Tres Dragones) con motivo de la Exposición Universal de 1888, Domènech utiliza estructura de hierro vista y cerámica, técnica que más tarde, en 1908, perfeccionaría en el Palacio de la Música Catalana. Este edificio, y los que proyectó posteriormente, incorporan una profusión de mosaicos, cerámicas y vidrio policromados, dispuestos con exquisita armonía, que les confieren un aspecto grandioso.
Contrariamente a otros arquitectos del modernismo, Domènech tendió con el paso del tiempo a realizar edificios más ligeros, eliminando material en las estructuras pero manteniendo la ornamentación como elemento de primer orden.
Su actuación política comenzó de muy joven. Miembro de la Jove Catalunya y del Centre Català, presidente de la Lliga de Catalunya (1888) y presidente de Unión Catalanista (1892), fue uno de los organizadores de la asamblea que aprobó las Bases de Manresa, presidiendo la sesión inaugural. Ingresó en el Centre Nacional Català (1899) y más tarde en la Lliga Regionalista (1901). Fue uno de los diputados triunfadores de la candidatura llamada de los cuatro presidentes en 1901, siendo reelegido en 1903, hasta que en 1904, desencantado, abandonó la política para dedicarse a la investigación arqueológica e histórica. Murió en Barcelona a los setenta y tres años de edad.

## Obras
| Nombre | Ciudad            | Inicio | Término |
| --- | ----------------- | ------ | ------- |
| Hospital de San Pablo | Barcelona         | 1902   | 1930    |
| Palacio de la Música Catalana | Barcelona         | 1905   | 1908    |
| Farmàcia 1896 | Barcelona         |        |         |
| Hotel España | Barcelona         |        | 1903    |
| Gran Hotel | Palma de Mallorca | 1901   | 1903    |
| Casa Fuster | Barcelona         | 1908   | 1910    |
| Casa Lamadrid | Barcelona         |        |         |
| Casa Lleó Morera | Barcelona         | 1902   | 1905    |
| Casa Thomas | Barcelona         | 1895   | 1898    |
| Castillo de los Tres Dragones | Barcelona         | 1887   | 1888    |
| Editorial Montaner i Simón | Barcelona         | 1881   | 1885    |
| Palacio Ramón Montaner | Barcelona         | 1889   | 1893    |
| Ateneo Canetense | Canet de Mar      |        |         |
| Castillo de Santa Florentina | Canet de Mar      | 1900   | 1910    |
| Casa Roura (Ca la Bianga) | Canet de Mar      |        |         |
| Restaurante La Misericordia | Canet de Mar      |        |         |
| Casa Solà Morales | Olot              |        |         |
| Casa Gasull | Reus              |        |         |
| Casa Navàs | Reus              | 1901   | 1908    |
| Casa Rull | Reus              |        |         |
| Instituto Pere Mata | Reus              |        |         |
| Cementerio de Comillas | Comillas          | 1893   |         |
| Monumento al Marqués de Comillas | Comillas          |        |         |
| Fuente de los Tres Caños | Comillas          | 1889   | 1889    |
| Antigua Universidad Pontificia de Comillas | Comillas          |        |         |
| Edificio del antiguo Monte de Piedad de Alfonso XIII y Caja de Ahorros de Santander (Actualmente Centro de Acción Social y Cultural de Caja Cantabria) | Santander         |        |         |

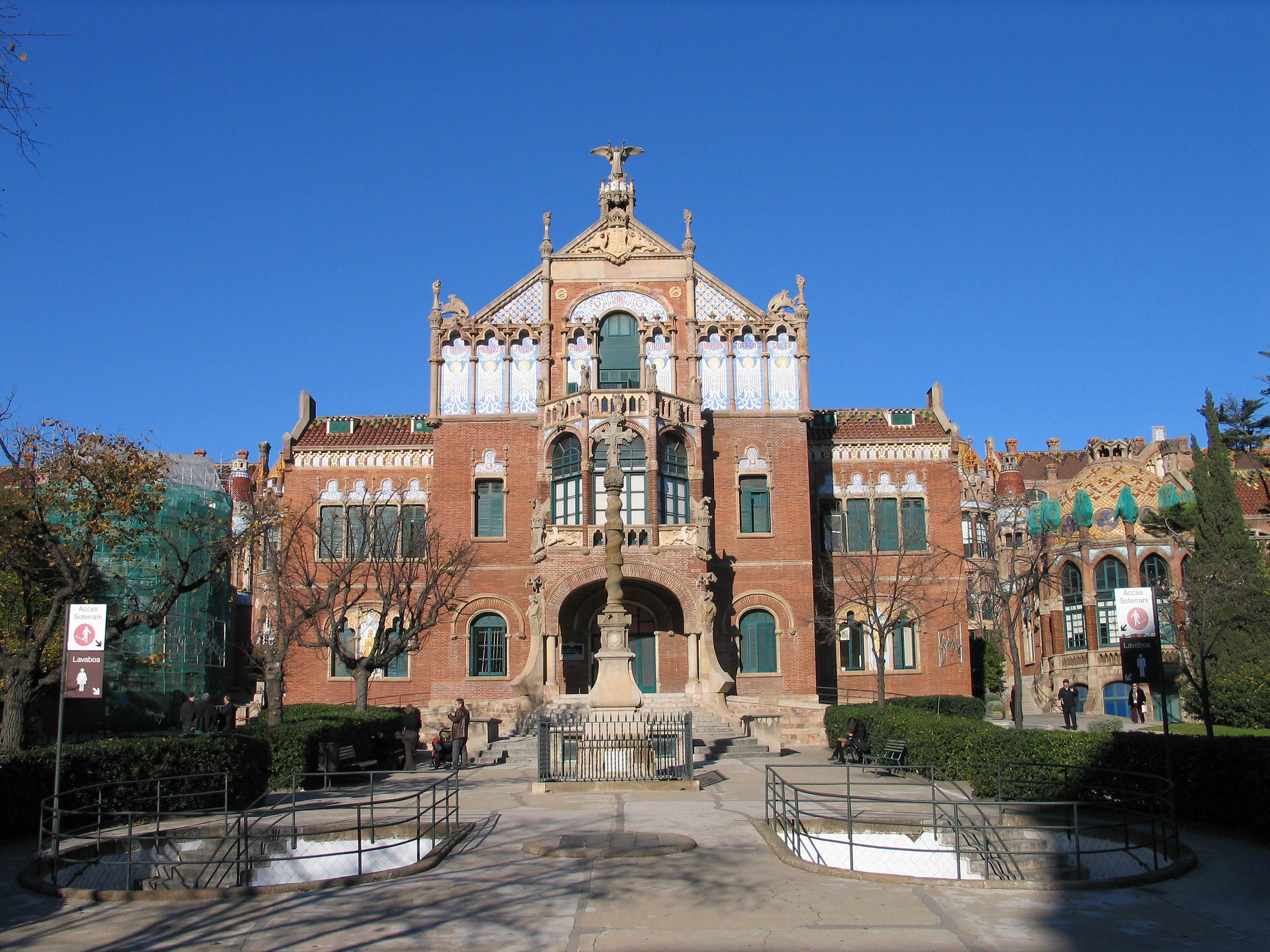
Hospital de San Pablo
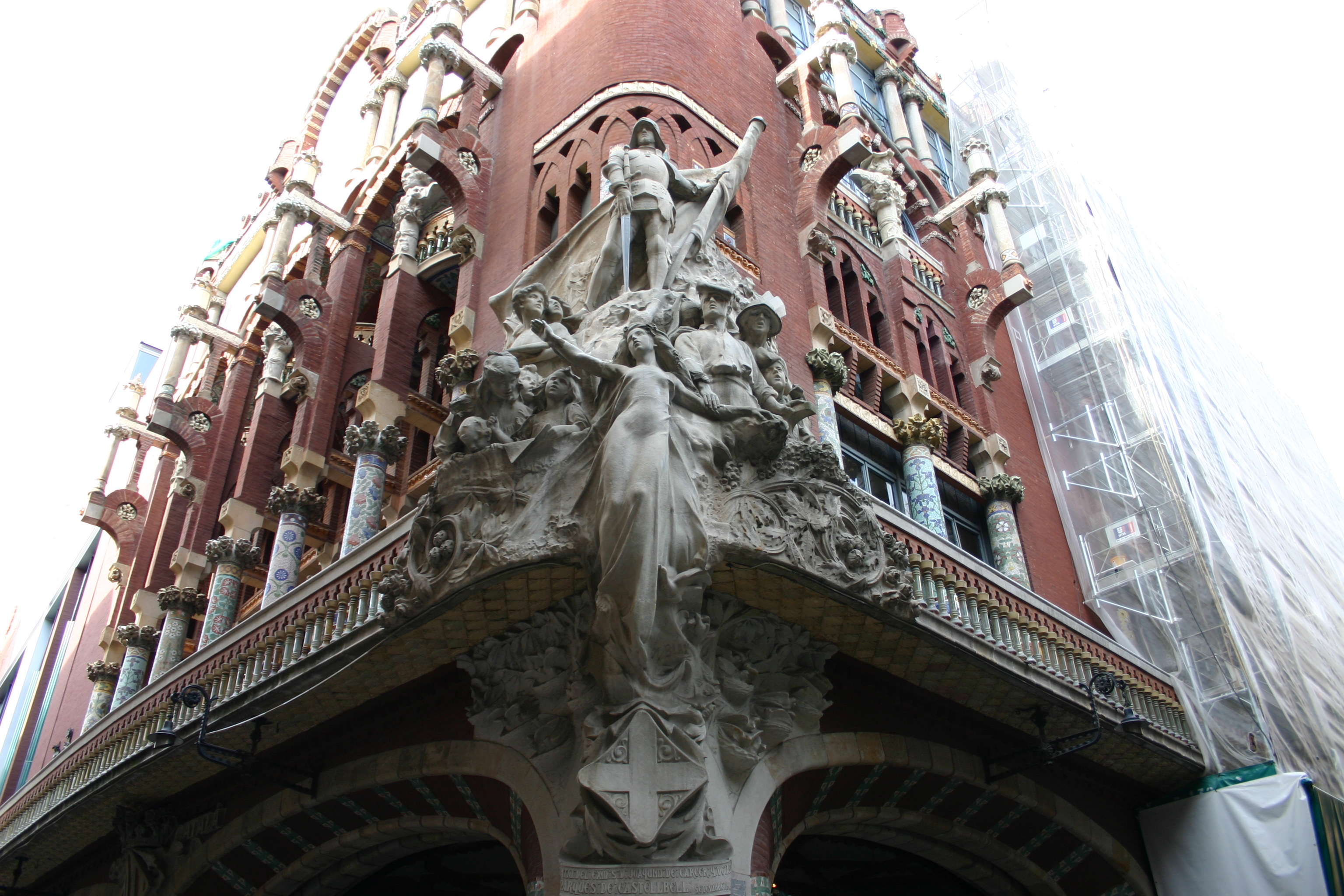
Palacio de la Música Catalana
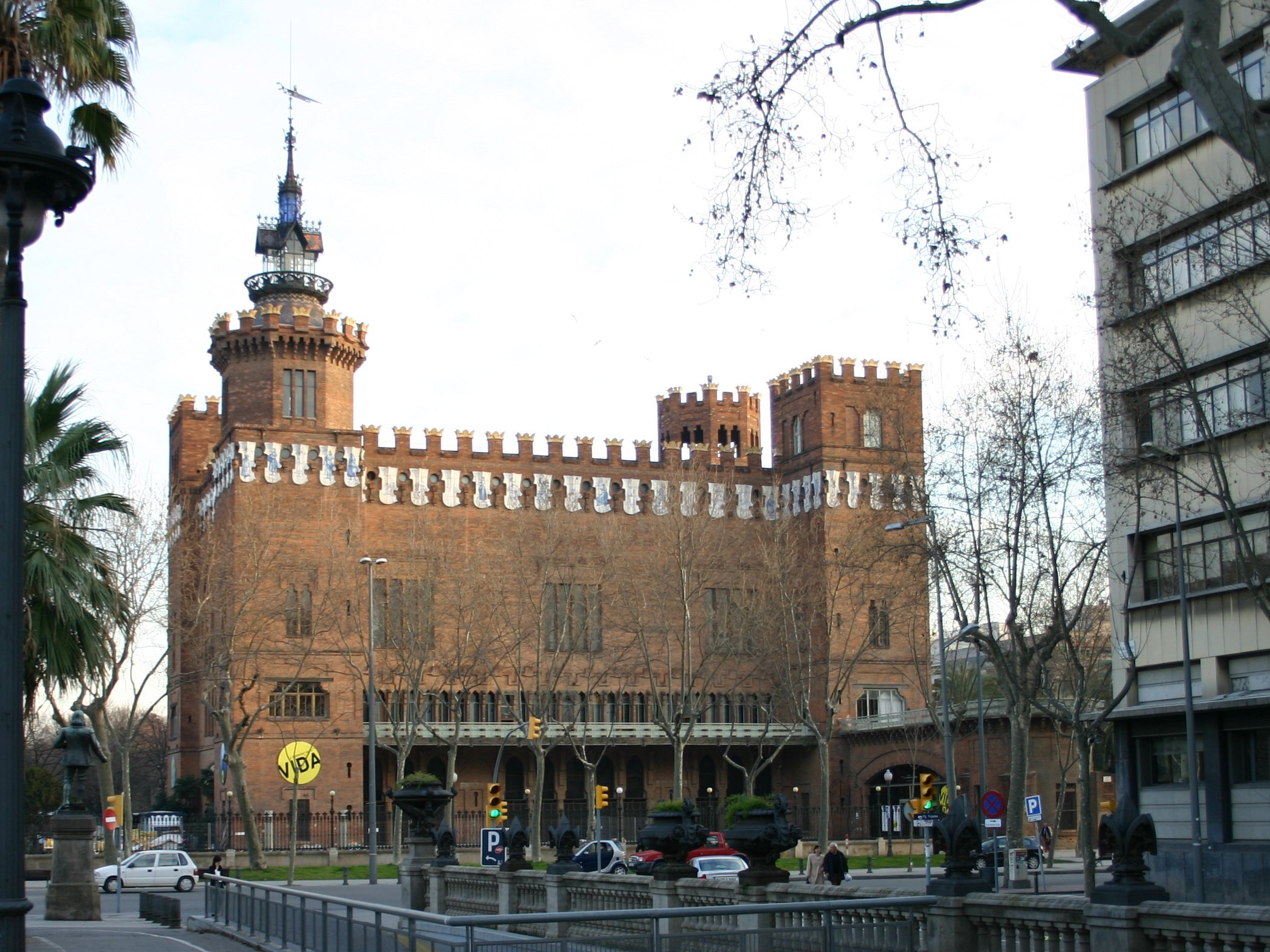
Castillo de los Tres Dragones
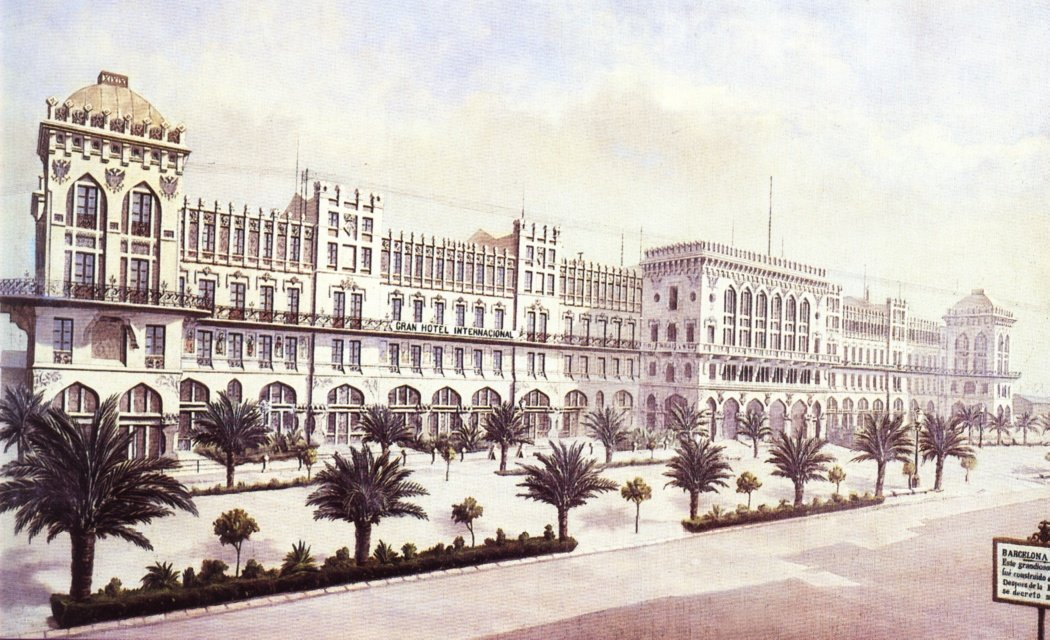
Gran Hotel Internacional, para la Exposición Universal de Barcelona de 1888